# Programmers Notepad
Programmers Notepad (PN1)) är en textredigerare med specialfunktioner för programmerare, som är gratis och har öppen källkod. Programmet kom ut 1998 skapat av Simon Steele  